# Circuito Brasileiro de Voleibol de Praia Feminino de 2015–16
O Circuito Brasileiro de Voleibol de Praia Feminino de 2015-16, também chamado de Circuito Banco do Brasil de Vôlei de Praia, foi a vigésima quarta edição da principal competição nacional de Vôlei de Praia na variante feminina, iniciado em 14 de agosto de 2015.

## Resultados

### Circuito Open
| Evento                                                            | Ouro                               | Prata                                 | Bronze                                    | Quarto lugar                           |
| 1ª Etapa Brasília, Distrito Federal 14 a 16 de agosto de 2015.    | /Larissa França Talita Antunes     | / Maria Elisa Antonelli Juliana Silva | /Fernanda Berti Taiana Lima               | Maria Clara Salgado Carolina Solberg   |
| 2ª Etapa Contagem, Minas Gerais 16 a 19 de setembro.              | /Larissa França Talita Antunes     | / Ágatha Bednarczuk Bárbara Seixas    | / Maria Elisa Antonelli Juliana Silva     | / Duda Lisboa Elize Maia               |
| 3ª Etapa Goiânia, Goiás 27 a 30 de outubro de 2015.               | / Duda Lisboa Elize Maia           | /Larissa França Talita Antunes        | / Ágatha Bednarczuk Bárbara Seixas        | / Ângela Lavalle Rachel Nunes          |
| 4ª Etapa Bauru, São Paulo 12 a 15 de novembro de 2015.            | / Ágatha Bednarczuk Bárbara Seixas | /Larissa França Talita Antunes        | / Duda Lisboa Elize Maia                  | /Josimari Alves Vanilda Leão           |
| 5ª Etapa Curitiba, Paraná 4 a 6 de dezembro de 2015.              | /Larissa França Talita Antunes     | / Maria Elisa Antonelli Juliana Silva | / Duda Lisboa Elize Maia                  | / Ângela Lavalle Rachel Nunes          |
| 6ª Etapa Niterói, Rio de Janeiro 28 a 31 de janeiro de 2016.      | /Larissa França Talita Antunes     | /Josimari Alves Vanilda Leão          | / Duda Lisboa Elize Maia                  | / Renata Trevisan Ribeiro Thati Soares |
| 7ª Etapa Natal, Rio Grande do Norte 17 a 20 de fevereiro de 2016. | Taiana Lima Juliana Silva          | / Rebecca Cavalcante Neide Sabino     | / Maria Elisa Antonelli Liliane Maestrini | / Duda Lisboa Elize Maia               |
| 8ª Etapa Fortaleza, Ceará 20 a 23 de abril de 2016.               | /Larissa França Talita Antunes     | / Duda Lisboa Elize Maia              | / Ângela Lavalle Rachel Nunes             | / Rebecca Cavalcante Liliane Maestrini |

## Ranking final
| Posição           | Equipe                                 | Pontuação |
| ----------------- | -------------------------------------- | --------- |
| Medalha de ouro   | /Larissa França Talita Antunes         | 2720      |
| Medalha de prata  | / Duda Lisboa Elize Maia               | 2520      |
| Medalha de bronze | / Ângela Lavalle Rachel Nunes          | 2000      |
| 4                 | /Josimari Alves Vanilda Leão           | 1800      |
| 5                 | / Rebecca Cavalcante Neide Sabino      | 1600      |
| 5                 | /Izabel Santos Camilla Bertozzi        | 1600      |
| 7                 | /Rafaela Fares Fabíola Constâncio      | 1580      |
| 8                 | / Maria Elisa Antonelli Juliana Silva  | 1520      |
| 9                 | / Andressa Cavalcanti Tainá Bigi       | 1440      |
| 10                | / Renata Trevisan Ribeiro Thati Soares | 1400      |

### Premiações individuais
Os destaques da temporada foram ː
| MVP                     | Larissa França | Espírito Santo (estado) |
| Melhor Ataque           | Talita Antunes | Alagoas                 |
| Craque da Galera        | Larissa França | Espírito Santo (estado) |
| Melhor Bloqueio         | Talita Antunes | Alagoas                 |
| Melhor Saque            | Larissa França | Espírito Santo (estado) |
| Melhor Recepção/Passe   | Larissa França | Espírito Santo (estado) |
| Melhor Defesa           | Larissa França | Espírito Santo (estado) |
| Melhor Levantadora      | Larissa França | Espírito Santo (estado) |
| Atleta que mais evoluiu | Duda Lisboa    | Sergipe                 |
| Melhor técnico          | Reis Castro    | Ceará                   |